# Arnold Hermann Ludwig Heeren

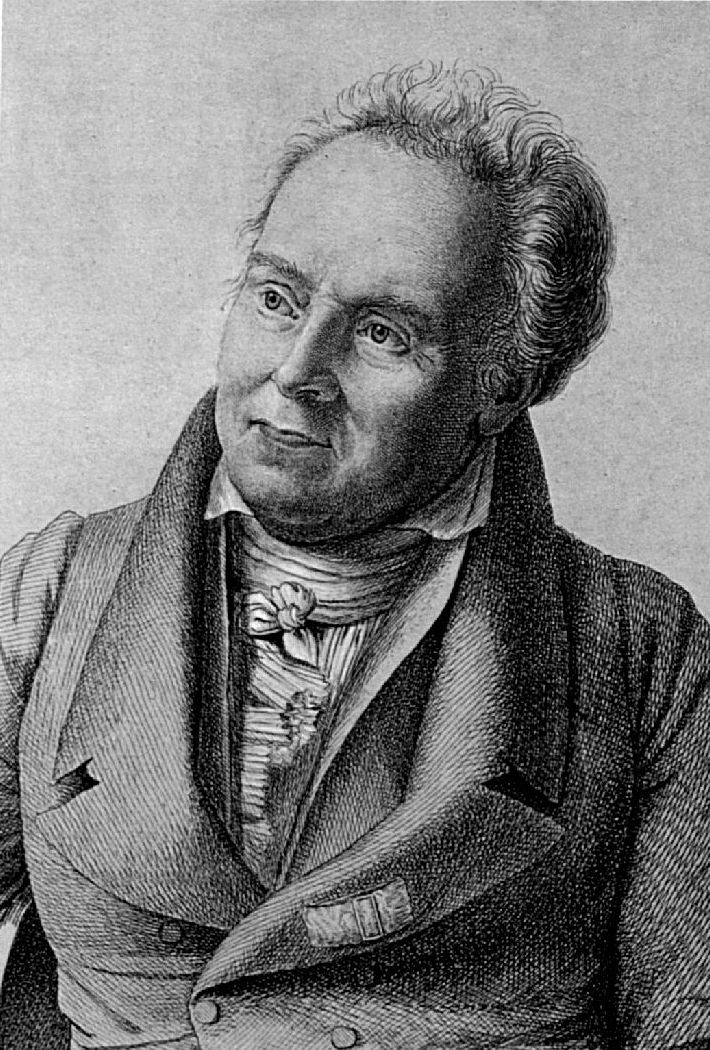
A.H.L. Heeren (1826).

Arnold Hermann Ludwig Heeren, född 25 oktober 1760 i Arbergen vid Bremen, död 6 mars 1842 i Göttingen, var en tysk historiker.
Heeren blev 1784 docent, 1787 extra ordinarie och 1794 ordinarie professor i filosofi samt 1801 professor i historia vid Göttingens universitet. Trots att hans verksamhet på det filologiska området inte var obetydligt – han utgav 1785 Menandros arbete "De encomiis" samt 1792–1804 "Eclogæ physicæ et ethicæ" av Johannes Stobaeus (fyra band) - var det dock på den historiska vetenskapens fält, som han vann sitt rykte. Han författade Idéen über Politik, den Verkehr und den Handel der vornehmsten Völker der alten Welt (två band, 1793–1796), ett arbete, som riktade uppmärksamheten på förut mindre beaktade sidor av forntidens kultur. 
Uppmärksammad blev även hans Geschichte der Staaten des Alterthums (1799) och Geschichte des europäischen Staatensystems und seiner Colonien (1800). Bland hans övriga arbeten märks Geschichte des Studiums der classischen Literatur seit dem wiederaufleben der Wissenschaften (två band, 1797–1802), Untersuchungen über die Quellen der vorzüglichsten alten Historiker und Geographen och Versuch einer Entwickelung der folgen der Kreuzzüge (1808; prisbelönt av Institut de France). En samling av Heerens Historische Werke utkom 1821–1826.
Tillsammans med Friedrich August Ukert grundlade han samlingsverket "Geschichte der europäischen Staaten" (1829). Det var på anmodan av utgivarna av detta verk, som Erik Gustaf Geijer skrev sin "Svenska folkets historia", och med denna samling har även införlivats F.F. Carlsons "Sveriges historia under konungarne af pfalziska huset" och en teckning av Sveriges historia 1718–1809 av Ludvig Stavenow. Åren 1833–1840 redigerade Heeren "Göttingische gelehrte Anzeigen". År 1821 invaldes han som utländsk ledamot nummer 19 av Vitterhetsakademien och året därpå som nummer 244 av Vetenskapsakademien.